# 우가리트어
우가리트어는 1928년 우가리트에서 프랑스의 고고학자들이 발굴해낸 우가리트 문서를 통해 알려진 고대의 북서 셈계 언어이다. 우가리트어가 문증되는 우가리트 문서가 쓰인 것은 기원전 14세기에서 12세기까지로 비정된다. 이 문서들에는 바알 사이클 등 여러 중요한 문헌 자료가 포함된다. 고대 도시 우가리트는 청동기 시대 붕괴기이던 기원전 1190년경에 파괴된 것으로 보인다. 우가리트어의 발견은 이집트 상형문자와 메소포타미아 설형문자의 해독 이래 고대 문헌학계 최고의 발견으로 불려 왔다.
우가리트 문자는 설형 문자의 한 변종으로, 점토판에 새겨졌다. 대부분의 셈족 문자와 마찬가지로 아브자드형 문자로서 각 기호가 자음을 나타낸다. 글은 왼쪽에서 오른쪽으로 썼다. 메소포타미아 설형 문자와 비슷하게 생겼으나 기호와 기호의 의미는 무관하며, 이후 히브리, 그리스, 라틴 문자로까지 이어지는 셈계 문자의 알파벳 순서에 대한 가장 오래된 예시를 제공한다.

## 같이 보기
- 북서셈어군
- 우가리트